# La Saussaye

La Saussaye este o comună în departamentul Eure, Franța. La 1 ianuarie 2022 avea o populație de 1.914 locuitori.